# (100251) 1994 RC17
(100251) 1994 RC17 es un asteroide perteneciente al cinturón de asteroides, descubierto el 3 de septiembre de 1994 por Eric Walter Elst desde el Observatorio de La Silla, Chile.

## Designación y nombre
Designado provisionalmente como 1994 RC17.

## Características orbitales
1994 RC17 está situado a una distancia media del Sol de 3,129 ua, pudiendo alejarse hasta 3,465 ua y acercarse hasta 2,794 ua. Su excentricidad es 0,107 y la inclinación orbital 10,62 grados. Emplea 2022 días en completar una órbita alrededor del Sol.

## Características físicas
La magnitud absoluta de 1994 RC17 es 14,5.